# Centro de Ecología
El Centro de Ecología del Instituto Venezolano de Investigaciones Científicas (IVIC) fue creado el 1 de septiembre de 1970 como una unidad de investigación destinada al estudio de diversos ecosistemas tropicales.

## Historia

### Fundación

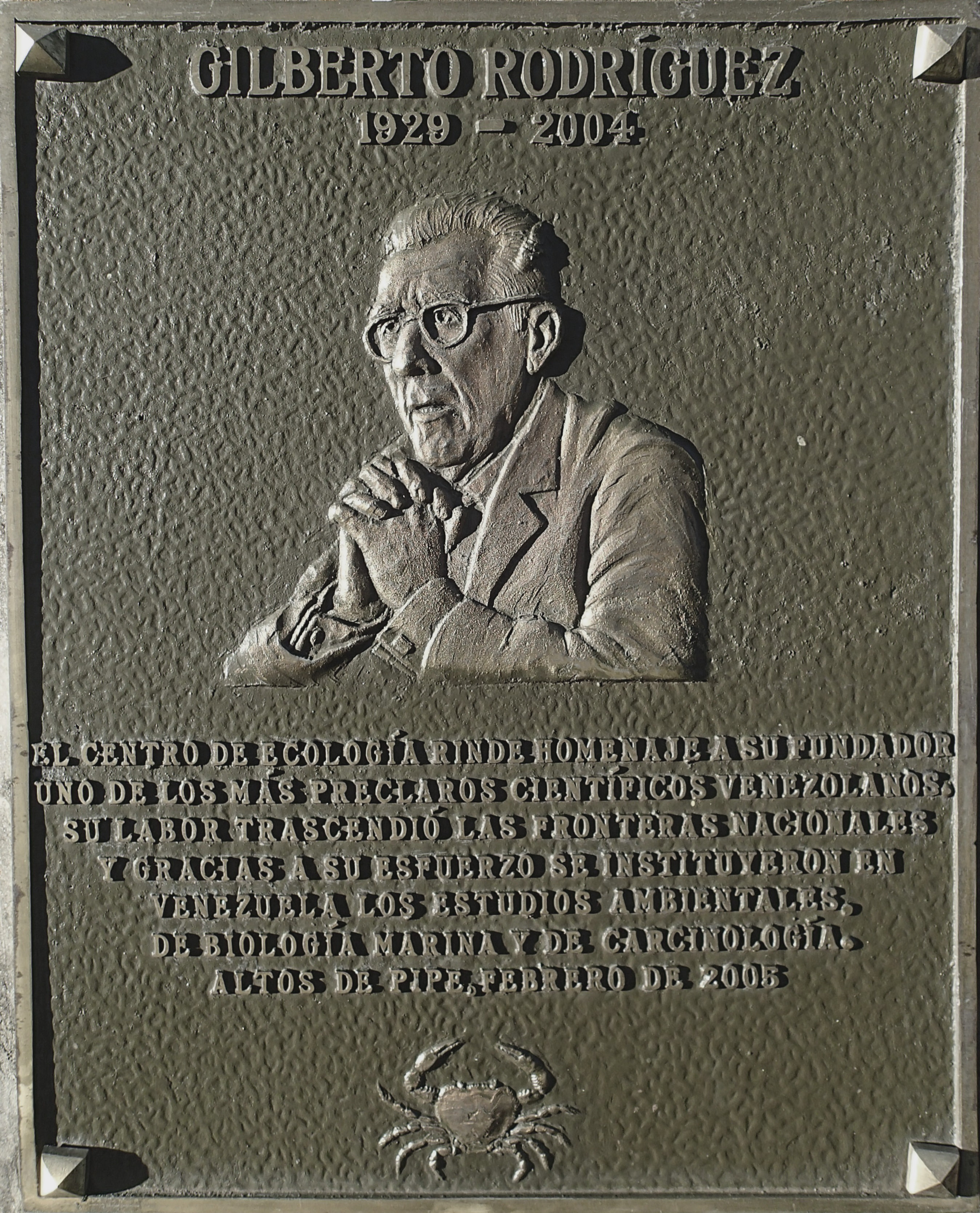
Placa Conmemorativa Gilberto Rodríquez como fundador del CentroEcología del IVIC

Al momento de su fundación se incorporaron 4 jóvenes investigadores:
- el Dr. Gilberto Rodríguez,
- el Dr. Ernesto Medina,
- el Dr. Jorge Rabinovich,
- el Dr. Carlos Schubert.

### Años 70
El centro de ecología se destacó en los años 70 por sus investigaciones en el bosque amazónico, sabanas, aguas marinas litorales y cuerpos de agua dulce.
Bajo el auspicio del Centro se celebraron diversos congresos internacionales, particularmente el Tercer Congreso de Ecología Tropical, se organizaron cursos internacionales patrocinados por UNESCO y otros organismos internacionales, se desarrollaron programas cooperativos con la República Federal de Alemania y Estados Unidos para el estudio del bosque amazónico y se creó el Centro Internacional de Ecología Tropical dependiente de la UNESCO.

### Años 80
En 1983 se gradúa la primera doctora (Philosophus Scienciarum) del posgrado de ecología en el IVIC.

### Años 90
En los años 90 el Centro contaba con unos 13 investigadores apoyados por unos 20 técnicos que trabajaban en la biología de organismos marinos y de agua dulce, ecología de comunidades marinas, dinámica poblacional, ecología de manglares, ecofisiología vegetal, dinámica de carbono y nutrientes, micorrizas, comunidades vegetales en los llanos, ciclos biogeoquímicos, fisicoquímica, geología y paleoecología.
Durante esta década mantuvo programas de intercambio y cooperación con varios países. Particularmente con el Commonwealth for Scientific Industrial Research Organisation (CSIRO, Australia) para el control biológico del sapo Bufo marinus. La producción científica acumulada para 1995 sumaba más de 700 publicaciones científicas.
Por el centro de ecología pasaron estudiantes de posgrado e investigadores visitantes provenientes de Alemania, Argentina, Austria, Bélgica, Brasil, Canadá, Colombia, Ecuador, Estados Unidos, Holanda, México, Perú, Puerto Rico, Reino Unido y Venezuela.

### 2000 hasta 2010
Se concibe el primer plan quinquenal (2001-2006).
Se fortalecen 5 laboratorios:
- Ecología de Suelos;
- Biología de Organismos;
- Ecología y Genética de Poblaciones;
- Productividad y Desarrollo Vegetal;
- Eco-fisiología Vegetal;

y desaparece el laboratorio de Biología Marina.
Se crearon diferentes unidades para el apoyo a la investigación de los diferentes laboratorios:
- Unidad de Información Geográfica del Centro de Ecología, ecoSIG (2002);
- Unidad de Ecología Genética del Centro de Ecología, UEG (2003);
- Unidad para el estudio de la biodiversidad en Venezuela, BiodiVen (2007);
- Unidad de Bioinformática (¿?).

## Colecciones
- Colección de referencia de crustáceos decápodos (1956)
- Colección de invertebrados de la iniciativa NeoMapas (2010)

## Personal Científico

### Investigadores del Centro de Ecología
En orden cronológico:
- Ernesto Medina 1970-presente
- Jorge E. Rabinovich 1970-1986
- Gilberto Rodríguez 1970-2004 †[3]
- Carlos Schubert 1970 - 1994 †[4][5][6][7][8]
- Rafael Herrera 1973 - ?
- José San José 1973 -

- Carl Jordan 1974-1980

- Humberto Díaz 1975-?
- Juan García Miragaya 1975-1995
- Luis G. Laboriau 1975 - 1987
- Freddy J. Losada 1975-1978
- María Lea Salgado Laboriau 1975-1987

- Jorge Paolini 1978-presente

- Fernando Lalaguna 1986-1990
- Elvira Cuevas 1988-2002
- Gisela Cuenca 1989-presente

- Elizabeth Olivares 1990-presente

- Jesús Eloy Conde 1992-

- Margarita Lampo 1994-presente

- Ananías Escalante ? -
- Nelda Dezzeo 1995-presente
- Beatriz López 1999-presente

- Jafet Nasar 2000-presente
- Alejandro J Pieters 2000-presente
- Elizabeth Rengifo 2001-presente
- Ángel L. Viloria 2001-presente

- Jon Paul Rodríguez 2002-presente
- Kathryn Rodríguez-Clark 2002-2016
- Astolfo Mata 2002-presente
- Francisco Herrera 2004-presente
- Thaura Ghneim 2004-2014

- Noemí Chacón ?-presente
- Dirk Thielen 2005-presente
- Virginia Sanz 2005-presente
- Ascanio Rincón 2007-presente
- Ana Marta Francisco 2008-presente
- Jesús Mavárez 2008-
- Ileana Herrera 2009-2016
- Laurie Fajardo 2009-presente
- Wlodzimierz Jedrzejewski
- Mirla Rodríguez 2015-presente

### Jefes y subjefes de Centro
- Margarita Lampo y Jesús Eloy Conde
- Jesús Eloy Conde y Elizabeth de Olivares
- Jorge Paolini y José San José
- Jon Paul Rodríguez y Alejandro J Pieters (2007-2010)
- Astolfo Mata y Gisela Cuenca (2010-2016)
- Nelda Dezzeo (2016-presente)

## Posgrado de Ecología

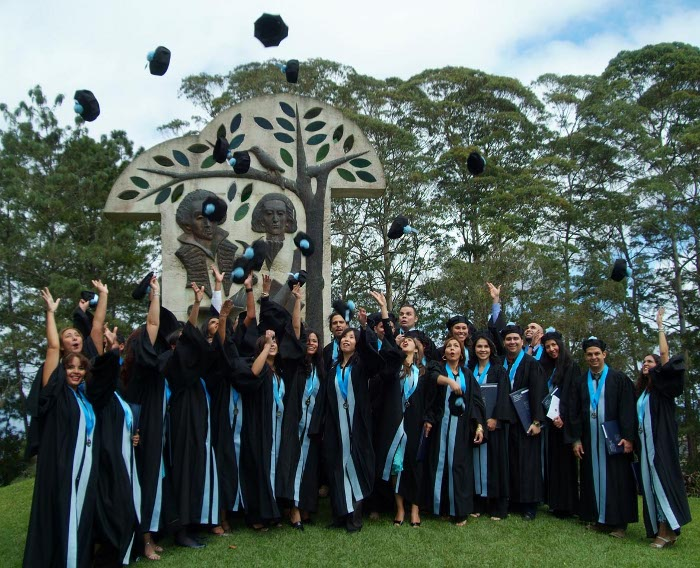
Graduación

El postgrado de Ecología es coordinado y reglamentado por el Centro de Estudios Avanzados del IVIC desde 1975. Se trata del programa de postgrado más antiguo en esta área de la ciencia en Venezuela. Entre 1977 y 2010 produjo 51 tesis de maestría y 22 tesis de doctorado cuya variedad temática abarca desde la ecofisiología de plantas y animales, hasta el funcionamiento de ecosistemas.
Dentro de las líneas de postgrado del Centro de Estudios Avanzados del IVIC, el postgrado de ecología ocupa el quinto puesto en número total histórico de graduados entre 1970 y 2016.

## Reconocimientos
Premio Sultán Qabús para la Preservación del Medio Ambiente, otorgado por la UNESCO y el Sultanato de Omán, 15 de octubre de 2003